# Cheaper by the Dozen 2
Cheaper by the Dozen 2 (titulada: Doce fuera de casa en España y Más barato por docena 2 en Hispanoamérica) es la secuela de la película estadounidense Cheaper by the Dozen (2003). Fue producida por 20th Century Fox con un elenco encabezado por Steve Martin, Bonnie Hunt, Eugene Levy y Carmen Electra.

## Sinopsis
La familia de Tom Baker (Steve Martin) está algo dispersa tras la graduación de Lorraine (Hilary Duff), por lo que decide reunirlos a todos en el lago Winnetka (Wisconsin), el lugar donde siempre han pasado las vacaciones. Lo que él no sabe es que su archinemesis Jimmy Murtaugh (Eugene Levy) estará allí con su familia.

## Producción
La película comenzó a grabar el 13 de junio de 2005 en Toronto, Canadá y termina de filmar en menos de 3 meses hasta el 12 de septiembre de 2005, aunque la película logró gran éxito no alcanzó el mismo super éxito del primer film.
Cheaper by the Dozen 2 debuta el 25 de diciembre en 2005 cines en todos los Estados Unidos y en su semana debut en taquilla logra recaudar más de 15 millones de dólares, ocupa el segundo puesto de la Carta de Taquilla de EE. UU. y obtiene buen éxito. Aunque el primer film desbordó un gran éxito en taquilla, la segunda parte de Más Barato Por Docena o Doce Fuera de Casa, logra recaudar más de 82 millones de dólares en Estados Unidos. El DVD fue lanzado en los EE. UU. el 23 de mayo de 2006, ocupó las primeras posiciones en ventas varias semanas y gozó de buen éxito en todo el territorio estadounidense.

## Reparto

### Los Bakers
- Steve Martin como Tom, el padre.
- Bonnie Hunt como Kate, la madre.
- Piper Perabo como Nora Baker-McNulty.
- Tom Welling como Charlie.
- Hilary Duff como Lorraine.
- Kevin Schmidt como Henry.
- Jacob Smith como Jake.
- Alyson Stoner como Sarah.
- Morgan York como Kimberly "Kim".
- Liliana Mumy como Jessica.
- Forrest Landis como Mark.
- Blake Woodruff como Michael "Mike".
- Brent Kinsman como Nigel.
- Shane Kinsman como Kyle Baker.
- Jonathan Bennett como Bud McNulty, esposo de Nora.

### Los Murthaughs
- Eugene Levy como Jimmy, el padre.
- Carmen Electra como Serina, la nueva esposa de Jimmy.
- Jaime King como Anne.
- Shawn Roberts como Calvin.
- Robbie Amell como Daniel.
- Taylor Lautner como Elliot.
- Melanie Tonello como Becky.
- Alexander Conti como Kenneth.
- Madison Fitzpatrick como Robin.
- Courtney Fitzpatrick como Lisa.